# Мокро (Черна гора)
Вижте пояснителната страница за други значения на Мокро.
Мокро (на сръбски: Мокро или Mokro) е село в Черна гора, част от община Шавник. Населението му е около 89 души. 

## География
Селото се намира близо до малко градче Шавник.

## Население
Според преброяването от 2003 г. има 89 жители:
- сърби - 61 души (68,53%)
- черногорци - 28 души (31,46%)

## Личности
Починали в Мокро
- Хюсрев бей (1480 – 1541), османски военачалник

Забележка: В Мокро в 1541 година умира османският военачалник Хюсрев бей.